# Léon Papas
Léon Papas est un footballeur français né le 16 avril 1915 à Metz en Alsace-Lorraine à l'époque, et mort le 17 juillet 1994 à Cannes. Il évoluait au poste de gardien de but.

## Biographie
Il joue en Division 1 de 1934 à 1936 avec le RC Strasbourg puis de 1936 à 1937 avec le FC Metz. 
Il est le premier joueur à quitter le RC Strasbourg pour le FC Metz. 
Il est notamment vice-champion de France en 1935 avec le Racing, et maintes fois sélectionné en équipe de France de football amateur.